# Вахрушев, Степан Васильевич
Степа́н Васи́льевич Ва́хрушев (10 ноября 1912, Верхний Уфалей, Екатеринбургский уезд, Екатеринбургская губерния, Российская империя ― 3 мая 2002, Йошкар-Ола, Марий Эл, Россия) ― советский военный деятель, административный руководитель. В годы Великой Отечественной войны ― начальник отдела контрразведки 7-го стрелкового корпуса Волховского фронта, подполковник. Первый министр внутренних дел Марийской АССР (1954―1961), полковник внутренней службы. Член ВКП(б) с 1940 года.

## Биография
Родился 10 ноября 1912 года в г. Верхний Уфалей ныне Челябинской области в семье железнодорожника. В родном городе в 1927 году окончил 7-летнюю школу, в 1929 году ― фабрично-заводское училище. Активный деятель комсомола.
В январе 1934 года призван в РККА. С марта 1938 года служил в органах НКВД, помощник оперуполномоченного. В 1940 году принят в ВКП(б). Работал в следствии, в 1941 году – заместитель начальника Магнитогорского городского отдела внутренних дел Челябинской области.
В 1941 году призван на фронт. Участник Великой Отечественной войны: офицер контрразведки на Волховском, Карельском, Дальневосточном фронтах. В 1943 году в звании подполковника возглавил отдел контрразведки 7-го стрелкового корпуса Волховского фронта. В 1942 году был тяжело ранен. Завершил военную службу в 1947 году на Дальнем Востоке. Награждён 18 боевыми наградами, в том числе орденами Красного Знамени, Отечественной войны I и II степени, Славы, Красной Звезды и медалями.
С 1947 года работал начальником районного отдела Министерства государственной безопасности в Москве, с 1952 года ― начальником Управления МГБ Стерлитамакской области Башкирской АССР, с 1953 года – Управления МВД Черкесской автономной области. Награждён орденом Красной Звезды.
В 1954 году переведён в Марийскую АССР: до 1961 года ― первый министр внутренних дел Марийской АССР, полковник внутренней службы. В 1961―1962 годах был заместителем министра социального обеспечения МАССР. Затем работал на одном из оборонных предприятий Марийской республики, однажды помог экспертной службе МВД в изготовлении специальной установки «Восток» для фотографирования вещественных доказательств. Награждён почётными грамотами Президиумов Верховного Совета РСФСР и Марийской АССР.
В 1955–1963 годах избирался депутатом Верховного Совета Марийской АССР IV и V созывов.
Ушёл из жизни 3 мая 2002 года в Йошкар-Оле.

## Награды
- Орден Красного Знамени (13.11.1944; 27.08.1945)[3][4]
- Орден Славы[3]
- Орден Отечественной войны I степени (19.04.1944)[3][4]
- Орден Отечественной войны II степени (06.04.1985)[3][4]
- Орден Красной Звезды (11.02.1943, 1950)[3][4]
- Медаль «За боевые заслуги» (06.11.1943)[3][4]
- Медаль «За оборону Ленинграда»[3][4]
- Медаль «За оборону Советского Заполярья»[3][4]
- Медаль «За победу над Германией в Великой Отечественной войне 1941—1945 гг.» (09.05.1945)[3][4]
- Медаль «За воинскую доблесть. В ознаменование 100-летия со дня рождения Владимира Ильича Ленина»
- Почётная грамота Президиума Верховного Совета РСФСР (1960)[1][7]
- Почётная грамота Президиума Верховного Совета Марийской АССР (1957)[1][7]

## Память
- Его имя занесено в Книгу Почёта МВД Республики Марий Эл[3].
- В Музее истории МВД Республики Марий Эл есть раздел экспозиции, посвящённый первому министру внутренних дел республики С. В. Вахрушеву[3].